# Grand maréchal
Le grand maréchal ou le maréchal occupait un poste élevé, le troisième après le grand commandeur, dans la hiérarchie de l'ordre de Saint-Jean de Jérusalem. Maréchal était la dignité affectée, à partir de 1340, au pilier de la langue d'Auvergne.

## Fonctions
Il ne devait en référer qu'au grand maître qui pouvait lui déléguer autorité en temps de guerre. Il avait préséance sur le grand amiral qui était responsable de la flotte hospitalière mais qui devait en référer lors des opérations navales comme d'ailleurs sur le vice-maréchal, le turcoplier, responsable des sergents d'armes. Le maréchal était responsable de tous les frères chevaliers présents au couvent. Il dirigeait toute l'activité militaire, supervisait les ateliers, l'arsenal, les écuries et tout le personnel affecté.
Il avait également un rôle important sur le maintien de la discipline, il pouvait vérifier que les frères assistaient bien à la messe.

## Sources
- Nicole Bériou (dir. et rédacteur), Philippe Josserand (dir.) et al. (préf. Anthony Luttrel & Alain Demurger), Prier et combattre : Dictionnaire européen des ordres militaires au Moyen Âge, Fayard, 2009, 1029 p. (ISBN 978-2-2136-2720-5, présentation en ligne)